# Kazimierz Czarnecki (sportowiec)
Kazimierz Czarnecki (ur. 5 marca 1948 w Ostródzie) – polski sztangista, brązowy medalista igrzysk olimpijskich i mistrzostw świata.

## Życiorys
Był zawodnikiem MKS Świt Nowy Dwór Mazowiecki i Legii Warszawa, startował w wadze lekkiej (do 67,5 kg). Najlepszy wynik na arenie międzynarodowej osiągnął w 1976 roku, kiedy na igrzyskach olimpijskich w Montrealu wywalczył brązowy medal z wynikiem 295 kg (130 kg + 165 kg). W zawodach tych wyprzedzili go jedynie Petro Korol z ZSRR i Francuz Daniel Senet. Medal otrzymał po igrzyskach, w trakcie zawodów osiągnął czwarty wynik, jednak zwycięzca, inny Polak, Zbigniew Kaczmarek został zdyskwalifikowany za doping. Został równocześnie brązowym medalistą mistrzostw świata, gdyż w latach 1964-1984 igrzyska miały także rangę mistrzostw świata. W tym samym roku Czarnecki został mistrzem Polski oraz poprawił rekord świata w rwaniu w kat. lekkiej - 140,5 kg.
Po zakończeniu kariery zawodniczej pracował jako trener w stołecznej Legii.

W 1999 dostał odznaczenie od Rady Miasta Nowy Dwór Mazowiecki za reprezentowanie miasta oraz kraju. 